# 山岳猟兵

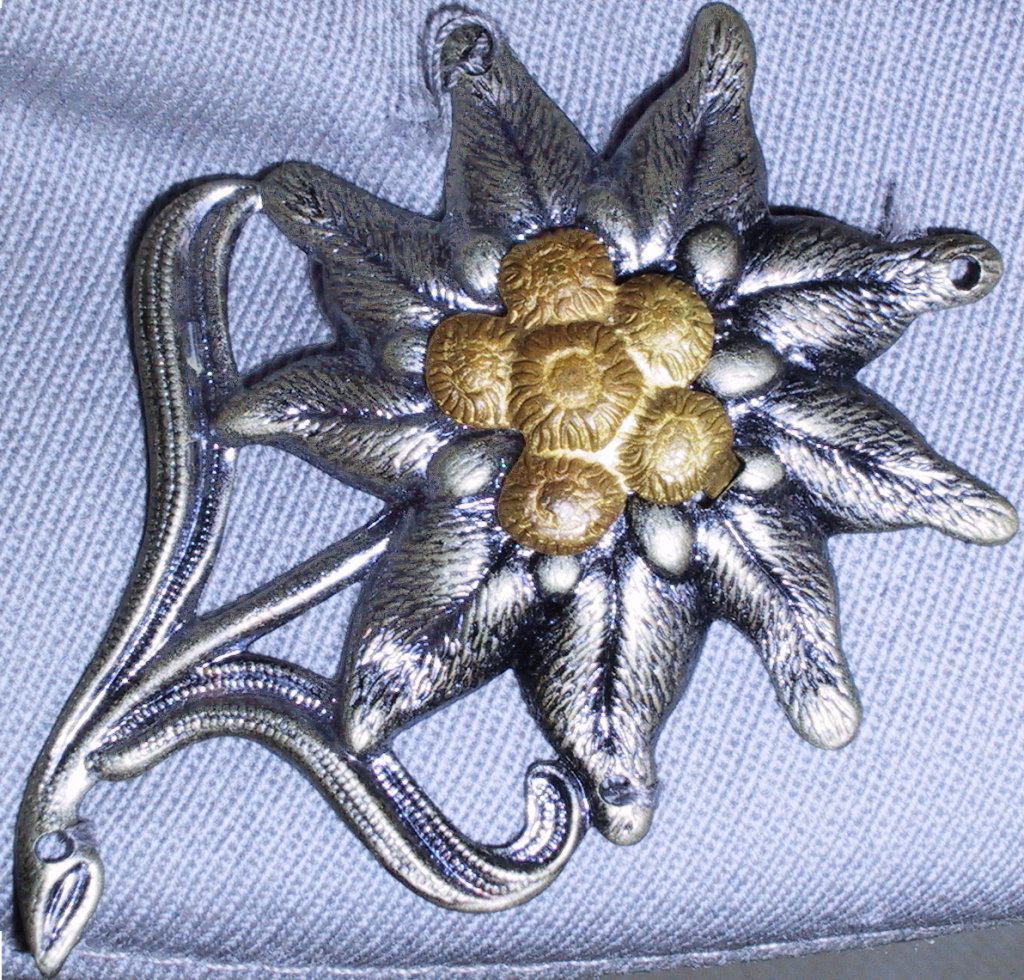
ドイツ連邦軍の山岳帽に縫い付けられた“エーデルヴァイス”部隊章

山岳猟兵（さんがくりょうへい、独: Gebirgsjäger）は、ドイツおよびオーストリアにおける山岳兵の名称。山岳を意味する“Gebirge”と、猟兵（軽歩兵）を意味する“Jäger”を合わせた合成名詞である。オーストリアの山岳猟兵はオーストリア＝ハンガリー帝国の国土防衛隊（Landesschützen）3個連隊をその起源とする。ドイツの山岳猟兵は第一次世界大戦におけるアルペン軍団（Alpenkorps）の伝統を一部受け継いでいる。
両国の山岳猟兵は薄雪草（エーデルヴァイス）の部隊章を共有している。それは1915年5月、南方戦線においてイタリアの攻勢に対し守備していた国土防衛隊にアルペン軍団が救援として駆けつけたとき、国土防衛隊が感謝の意を込めて彼らの部隊章（エーデルヴァイス）をアルペン軍団の兵たちに贈ることで敬意を表したことに始まる。エーデルヴァイスは1907年、オーストリア＝ハンガリー帝国国土防衛隊のシンボルとして、皇帝フランツ・ヨーゼフI世により制定された。これら部隊は制服の襟にエーデルヴァイスを着けている。

## 第二次世界大戦における山岳猟兵
第二次世界大戦中、ドイツ国防軍陸軍および武装親衛隊は山岳猟兵部隊を強化したが、これら師団の質には大きなばらつきがあり、第1山岳師団（1. Gebirgsdivision）はエリート部隊に位置付けられ、第13SS武装山岳師団ハンジャ（クロアチア第1）は戦闘で頼りにならなかった。
完全編成の部隊は1941年、ノルウェーで組織された。この師団は軽装備で輸送手段の多くにラバを使用した。これら山岳猟兵隊に配備された自動火器は正規の歩兵隊に比べ少数だったが、機関銃の弾薬は歩兵隊に比べ多く支給された。山岳猟兵は彼らの袖と山岳帽につけたエーデルヴァイス章で見分けられた。
山岳猟兵は多くの戦闘に参加し、それにはヴェーゼル演習作戦、銀狐作戦、白金狐作戦、北極狐作戦、カフカースにおける戦い、ゴシック線、クレタ島の戦いおよびヴォージュでの戦いなどがある。

## 現代のドイツ連邦軍における山岳猟兵
1956年、ドイツ連邦軍の設立と同時にドイツ連邦軍陸軍独特の部隊として山岳猟兵は復活した。2001年まで彼らは第1山岳師団（1. Gebirgsdivision）として編成されていたが、組織改編により解隊した。その後継となる第23山岳猟兵旅団はバートライヘンハル（バイエルン州）に司令部を置き、隷下の山岳猟兵大隊は南バイエルンに展開している。
2007年時点のドイツ連邦軍山岳猟兵部隊の一覧
- 第23山岳猟兵旅団（Gebirgsjägerbrigade 23）
  - 旅団司令部および司令部付中隊（Stab und Stabskompanie）
  - 第231山岳猟兵大隊（Gebirgsjägerbataillon 231）
  - 第232山岳猟兵大隊（Gebirgsjägerbataillon 232）
  - 第233山岳猟兵大隊（Gebirgsjägerbataillon 233）
  - 第230山岳偵察大隊（Gebirgsaufklärungsbataillon 230）
  - 第210山岳通信大隊（Gebirgsfernmeldebataillon 210）
  - 第8山岳工兵大隊（Gebirgspionierbataillon 8）
  - 第8山岳補給大隊（Gebirgslogistikbataillon 8）
  - 第230山岳荷役動物訓練センター（Ausbildungszentrum für Gebirgstragtierwesen 230）中隊規模。輸送用ラバの訓練を行う。
- 山岳及び冬季戦闘訓練学校（Gebirgs- und Winterkampfschule）
- 山岳軍楽隊（[[:de:Gebirgsmusikkorps|Gebirgsmusikkorps]]）
- 山岳衛生連隊（Gebirgssanitätsregiment）

ガルミッシュ＝パルテンキルヒェンの山岳軍楽隊はドイツにおけるもっとも人気のある軍楽隊の一つである。彼らは2002年、カーブルにおいてISAFの前で演奏した。

## 現代のオーストリア軍における山岳猟兵
現在、オーストリア軍山岳猟兵の伝統はインスブルックの第6山岳旅団によって守られている。
- 第6山岳旅団（6. Gebirgsbrigade）
  - 第23猟兵大隊（Jägerbataillon 23）
  - 第24猟兵大隊（Jägerbataillon 24）
  - 第26猟兵大隊（Jägerbataillon 26）

## 伝統

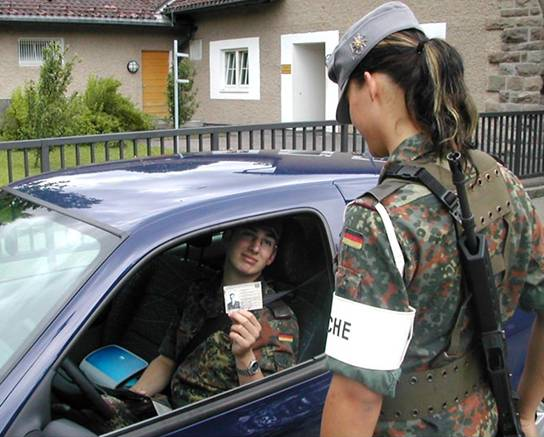
グレーの山岳帽を被ったドイツ連邦軍陸軍の兵士。「Wache」（ヴァッヘ）と記された腕章は警衛勤務に就いていることを示す。

山岳猟兵隊の兵士は、エーデルヴァイスを左側につけたグレーの帽子（山岳帽）を被っており、これは他のすべてのドイツ軍兵士が被るベレー帽や略帽からは際立っている。伝統的なスキー服をベースとした軍服もまた標準的なドイツ軍のそれとは異なっており、スキージャケット、ストレッチトラウザースおよびスキーブーツから成っている。
近衛狙撃隊行進曲（“Kaiserjägermarsch”1914年）はドイツおよびオーストリア山岳猟兵隊の伝統的軍隊行進曲である。